# San Sebastián, Ixtacomitán
San Sebastián är en ort i Mexiko.   Den ligger i kommunen Ixtacomitán och delstaten Chiapas, i den sydöstra delen av landet, 700 km öster om huvudstaden Mexico City. San Sebastián ligger 321 meter över havet och antalet invånare är 115.
Terrängen runt San Sebastián är kuperad åt nordväst, men åt sydost är den bergig. Runt San Sebastián är det ganska tätbefolkat, med 54 invånare per kvadratkilometer. Närmaste större samhälle är Pichucalco, 16,4 km norr om San Sebastián. I omgivningarna runt San Sebastián växer i huvudsak städsegrön lövskog.